# Ole Sarvig
Ole Sarvig (27. november 1921 i København – 4. december 1981 sammesteds) var en dansk forfatter. Han er mest kendt for sine digte, indledt med debuten Grønne Digte (1943), men skrev også romaner, essays og salmer. Kendetegnende for hans forfatterskab er en ofte lyrisk, billedbåren stil, hvor en kristen motivverden og frelsertanke kombineres med en fremmedgjort og dyster opfattelse af den moderne verden. Sarvig var en markant, modernistisk digter i efterkrigstidens Danmark og modtog Kritikerprisen (1960) og Det Danske Akademis Store Pris i 1967.
Sarvig var stærkt optaget af moderne, europæisk billedkunst, hvilket hans ofte visuelt bårne digte bærer præg af. I efterkrigstiden tilknyttet kredsen omkring det toneangivende litteraturtidsskrift Heretica. Ud over sit skønlitterære forfatterskab var han skribent, kunstkritiker og oversætter, primært af engelsk litteratur. Nok mest centralt står hans oversættelse af Ortega Y Gassets Menneskets fordrivelse fra kunsten og hans oversættelser af Shakespeare.
Han var far til maleren Christian Sarvig og nevø til maleren Edvard Sarvig.

## Virke
Ole Sarvig blev student i 1940 fra Efterslægtselskabets Skole. Tog filosofikum samme år og læste derefter kunsthistorie på Københavns Universitet. Han boede i udlandet ad flere omgange, heriblandt Frankrig, Norge, Skotland og Irland. I en længere årrække boede han i Spanien (1954-1962), og det var også i den periode, han udgav størstedelen af sine romaner. Han var gift fem gange. Første gang i 1941 og senest, fra 1962 og frem til sin død i 1980, med Helen Aileen Dewell.
Sarvig modtog en række af priser og legater i forbindelse med sit forfatterskab, hvoraf nogle nævnes her: I 1944, året efter sin debut, Emma Bærentzens Legat; i 1960 Kritikerprisen; i 1963 Herman Bangs Mindelegat; i 1965 Emil Aarestrup Medaillen og i 1967 Det Danske Akademis Store Pris. I 1969 modtog han Statens Kunstfonds livsvarige ydelse. I 1972 blev han medlem af Det Danske Akademi, hvor han sad indtil sin død. Sarvig begik selvmord 4. december 1981. 

### Sarvigs digtning
Sarvig debuterede i 1943 med samlingen Grønne Digte og fulgte året efter op med Jeghuset. De billedtætte og visuelle digte koncentrer sig ofte om byen, der bliver et symbol på det moderne menneskes krisetilstand: "Saa blege var gaderne, / som en lunge i sprit". Sammen med samlingerne Mangfoldighed (1945), Legende (1946) og Menneske (1948) kan de to første digtsamlinger opfattes som en fælles digtkreds. Digtet Regnmaaleren fra debuten indgik i den tidligere Kulturkanon.
Særligt kendetegnende for hans lyrik er den hyppige brug af billeder og symbolet som en foretrukken type af metafor. Derudover er Sarvigs digte ofte visionære. For eksempel i digtet 'Vindmaane', hvor jeg'et udbryder: "Ved I, vi er forliste?" Visionen retter sig ofte mod kulturen og menneskets krisetilstand, men kan også slå om i sin modsætning. I hans forfatterskab er forestillingen om kristelig genfødsel og frelse således genkommende. Ligeledes naturen som modbilledet på byen og den moderne livsverden. Et sprogligt særkende hos Sarvig er genetiv-konstruktioner som fx: "sommerens sø", "løgets tanke" eller "solens flammende gade". Det er blandt andet sprogbrug af denne type, der hos senere generationer af forfattere og kritikere har ledt til latterliggørelse af Sarvigs patosfyldte stil.
Sarvig har påvirket digtere som Klaus Høeck, Søren Ulrik Thomsen, Michael Strunge, Niels Frank og Signe Gjessing.

#### Heretica
Med sin forestilling om, at den moderne, vestlige kultur var kriseramt, forudgik Sarvig bevægelsen omkring tidsskriftet Heretica (1948-53). Det er i denne sammenhæng, han oftest placeres i dansk litteraturhistorie.. Her havde Sarvig en central position som bidragsyder. Kredsen omkring Heretica anskuede den moderne kultur som værende i en krisetilstand. Verden var overtaget af tom rationalisme og systemtænkning. Særligt i lyset af 1. og 2. Verdenskrig, havde de politiske ideologier fejlet, og sociale og psykologiske teorier om mennesket var udtømt. Periodens kulturkrise og civilisationskritik spores tydeligt i Sarvigs digtning, også i de efterfølgende romaner, hvor fremmedgørelse og modernitet er centrale temaer.

### Billedkunst og kunstkritik
Sarvig beskæftigede sig livet igennem med moderne, europæisk billedkunst, og har blandt andet skrevet Edvard Munchs Grafik (1948). I den og andre essaybøger skrev han bredt om billedkunst, både som kunstkritiker og som kunsthistoriker. I sine egne værker var han stærkt inspireret af moderne billedkunst, blandt andet Edvard Munch og Palle Nielsen.
Under 2. verdenskrig var han med i kredsen om kunsttidskriftet Helhesten, der talte navne som Asger Jorn, Ejler Bille og Richard Mortensen. Han formidlede denne kreds af abstrakte malere for en større offentlighed, blandt andet gennem bogen Et Foredrag om abstrakt Kunst (1945). Fra 1944-45 var han oversætter og forlagskonsulent ved Weilbachs Kunstnerleksikon. I perioden 1950-53 kunstkritiker ved Information og senere kunstkonsulent ved Danmarks Radio (1953-54).

### Romanerne
Stenrosen (1955), hans romandebut, foregår på enkelt dag på Glazer Platz i efterkrigstidens Berlin. Den krigshærgede by sætter scenen for en række personer, der i et sanset og lyrisk sprog erindrer tiden før krigen. Samlende for hans romaner kan man sige, at de alle på forskellige måder handler om krise, fremmedgørelse og identitetsproblemer i det moderne menneskes liv. De kan derfor også læses i klar forlængelse af hans lyriske forfatterskab. Set opsummerende er romanerne videre udviklinger af Sarvigs tanker og kunstneriske udtryk fra digtningen. Således karakteriser litteraturforsker, Søren Schou størsteparten af hans romaner som "en fuldblodslyriker på udebane".
I sine to næste romaner De sovende (1958) og Havet under mit vindue (1960) bruger Sarvig træk fra genrelitteraturen i form af kriminalromanen og den internationale spændingsroman. I romanen Limbo (1963) tilsidesættes det episke for en indre monolog i prosalyrisk stil. Oprindeligt fremført som et radiospil handler den om kvinden Jo Hall, der erindrer sin afdøde mand, Charles. Titlen, Limbo, alluderer til helvedes forgård. Disse fire romaner Stenrosen, De sovende, Havet under mit vindue og Limbo opnåede en ny læserkreds, da de genudkom som billigbøger i Gyldendals Tranebogsserie.
De rejsende (1978) var Sarvigs sidste roman, som han året efter blev nomineret til Nordisk Råds litteraturpris for.

### Salmedigtning
Sarvig skrev en del salmer, og særligt hen mod slutningen af 1970'erne intensiveredes produktionen i det, som han selv har kaldt en "salmestorm". Den lyriske produktion skyldtes i høj grad konen, Helen Aileen Dewels sygdom og efterfølgende død. Mange af salmerne blev samlet i bogen, Salmer og begyndelser til 1980'erne, udgivet i januar 1981. Inspireret af barokkens kontrastfyldte stil, digter Sarvig om forløsningen gennem kærligheden til et andet menneske, nogle steder i et erotisk sprog. Professor i litteraturSven Hakon Rossel har bemærket, at: "Samlingen bekræfter Ole Sarvigs position som den største religiøse danske digter i nyere tid og den betydeligste repræsentant for et livssyn, der hverken søger psykologiske eller sociale forklaringer på det moderne menneskes fremmedgørelse og identitetskrise, men konsekvent peger på en metafysisk løsning."

## Udgivelser (uddrag)
- Grønne Digte (1943)
- Jeghuset (digte, 1944)
- Mangfoldighed (digte, 1945)
- Et Foredrag om abstrakt Kunst (foredrag, 1945). Holdt i Kunstforeningen d. 14.4.[17]
- Legende (digte, 1946)
- Menneske (digte, 1948)
- Edvard Munchs Grafik (kunstkritik, 1948)
- Krisens Billedbog (kunstessays, 1950)
- Min Kærlighed (digte, 1952)
- Stenrosen (roman, 1955)
- Glimt. smaa essays. (1956)
- De Sovende (roman, 1958)
- Havet under mit Vindue (roman, 1960)
- Den sene dag. En digtkreds i udvalg. (1962, udvalgte digte fra de første fem samlinger ved Ole Wivel i samråd med Ole Sarvig)
- Limbo (roman, 1963)
- Spirende digte (1967)
- Glem Ikke (roman, 1972)
- Sejlads (tv-dramatik, 1974)
- Forstadsdigte (opsamling, 1974)
- De rejsende. En undergangsroman (1978)
- Salmer og begyndelser til 1980'erne. (1981, et udvalg ved Erik C. Lindgren)

### Biografi og priser
- Ole Sarvig på Dansk biografisk leksikon
- Ole Sarvig på gravsted.dk
- Ole Sarvig på Bibliografi.dk
- Ole Sarvig på Litteraturpriser.dk
- Ole Sarvig på Kunstindeks Danmark/Weilbachs Kunstnerleksikon
- Ole Sarvig på Internet Movie Database